# Síndrome DRESS
Síndrome de DRESS (Drug Rash With Eosinophilia and Systemic Symptoms) ou síndrome de hipersensibilidade induzida por drogas é uma reação idiossincrática induzida por medicamentos (drogas) caracterizada por exantema (erupções cutâneas), eosinofilia (reação de hipersensibilidade) e sintomas sistêmicos. Os sintomas sistêmicos incluem trombocitopenia, febre, linfocitose atípica e adenopatias. A taxa de mortalidade é de aproximadamente 10%.

## Causas
As drogas que causaram Síndrome de DRESS incluem:
- Fenobarbital,[2]
- Carbamazepina,[2]
- Fenitoína,[2]
- Lamotrigina,
- Minociclina,[3]
- Sulfonamidas,
- Alopurinol,[4]
- Modafinil,
- Dapsona,
- Ziprasidona,[5]
- Vancomicina
- Olanzapina.[6]

Também foi associado à reativação de Herpesvirus tipo 6.

## Sinais e sintomas
Os órgãos mais afetados são:
- Fígado 80%
- Rim 40%
- Pulmão 33%
- Coração 15%
- Pâncreas 5%

Os signos hematológicos mais frequentes são:
- Linfócitos atípicos 63%
- Eosinofilia 52%
- Linfocitopenia 45%
- Trombocitopenia 25%
- Linfocitose 25%